# Schizaeaceae
Famille
Les Schizaeaceae sont une famille de fougères de l'ordre des Schizaeales.
Les espèces sont principalement réparties sous les tropiques, mais plusieurs se trouvent dans les régions tempérées d'Amérique du Nord, d'Afrique du Sud, d'Australasie et d'Asie du Nord-Est,. Les sporanges sont portés sur des pennes spécialisées, distinctes des pennes végétatives ordinaires. Les pennes forment de petites structures pennées en forme de peigne sur lesquelles se forment les sporanges.

## Étymologie
Le nom vient du genre type Schizaea, dérivé du grec σκίζει / skizei), couper, en référence à la fronde incisée en forme d'éventail de ces plantes.

## Classification
Dans la Pteridophyte Phylogeny Group de 2016 (PPG I), cette famille ne comprend que deux genres. Alternativement, deux familles séparées dans la classification PPG I, Lygodiaceae (pt) et Anemiaceae, peuvent être incluses dans les Schizaeaceae (comme les sous-familles Lygodioideae et Anemioideae) de sorte que la famille a quatre genres,. Dans cette approche, les Schizaeaceae de PPG I sont traités comme la sous-famille des Schizaeoideae.

## Liste des genres
Dans l'acception étroite de la famille, il existe deux genres :
- Actinostachys Mur
- Schizaea Sm.

Deux autres genres sont inclus dans l'acception plus large :
- Anémie Sm. – autrement placé dans la famille monotypique des Anemiaceae
- Lygodium Sw. – autrement placé dans la famille monotypique des Lygodiaceae